# Kanton Les Vans
Kanton Les Vans (fr. Canton des Vans) je francouzský kanton v departementu Ardèche v regionu Rhône-Alpes. Skládá se ze 14 obcí.

## Obce kantonu
- Les Assions
- Banne
- Berrias-et-Casteljau
- Chambonas
- Gravières
- Malarce-sur-la-Thines
- Malbosc
- Saint-André-de-Cruzières
- Saint-Paul-le-Jeune
- Saint-Pierre-Saint-Jean
- Saint-Sauveur-de-Cruzières
- Sainte-Marguerite-Lafigère
- Les Salelles
- Les Vans